# 卡達莫斯托宅邸

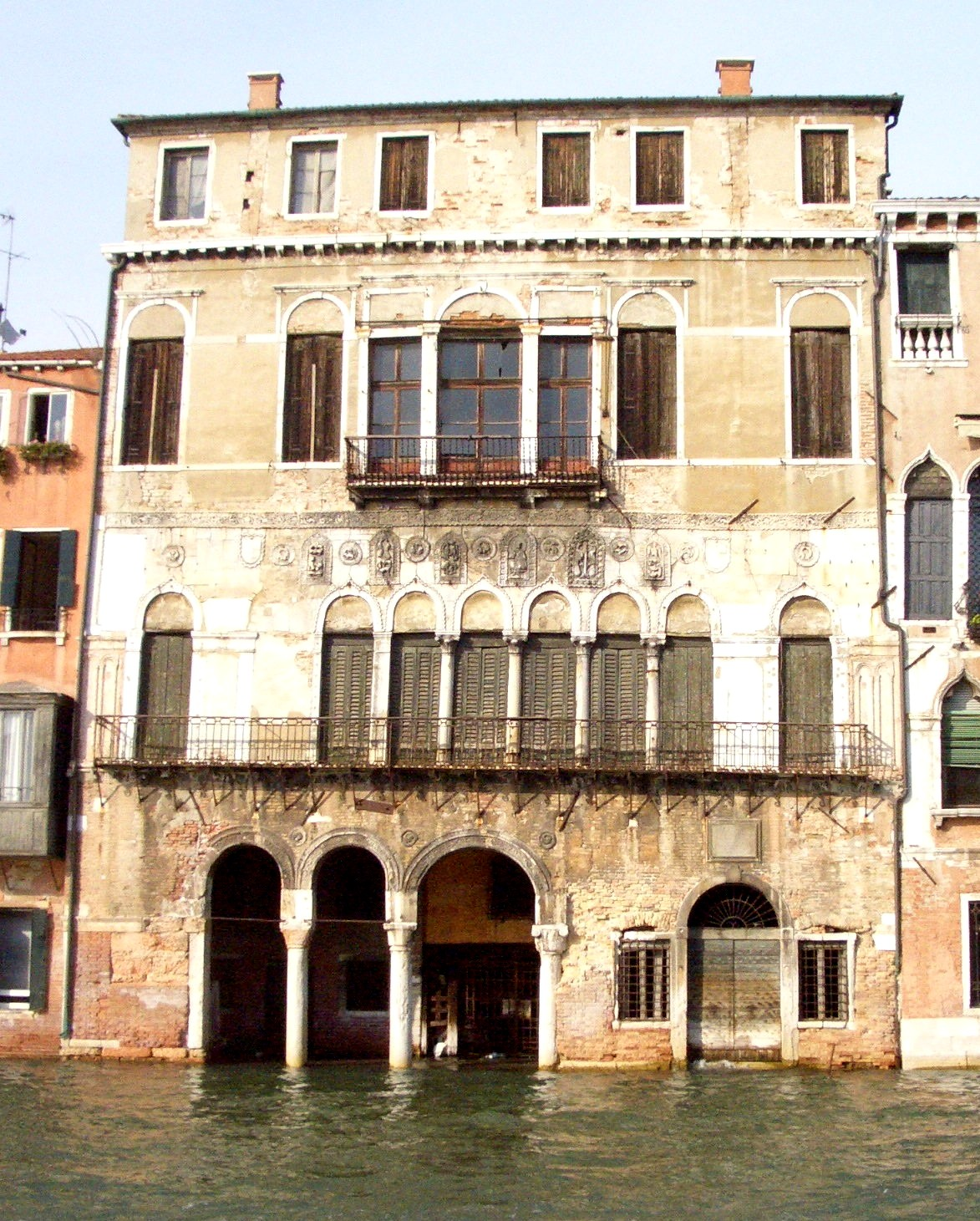
卡達莫斯托宅邸

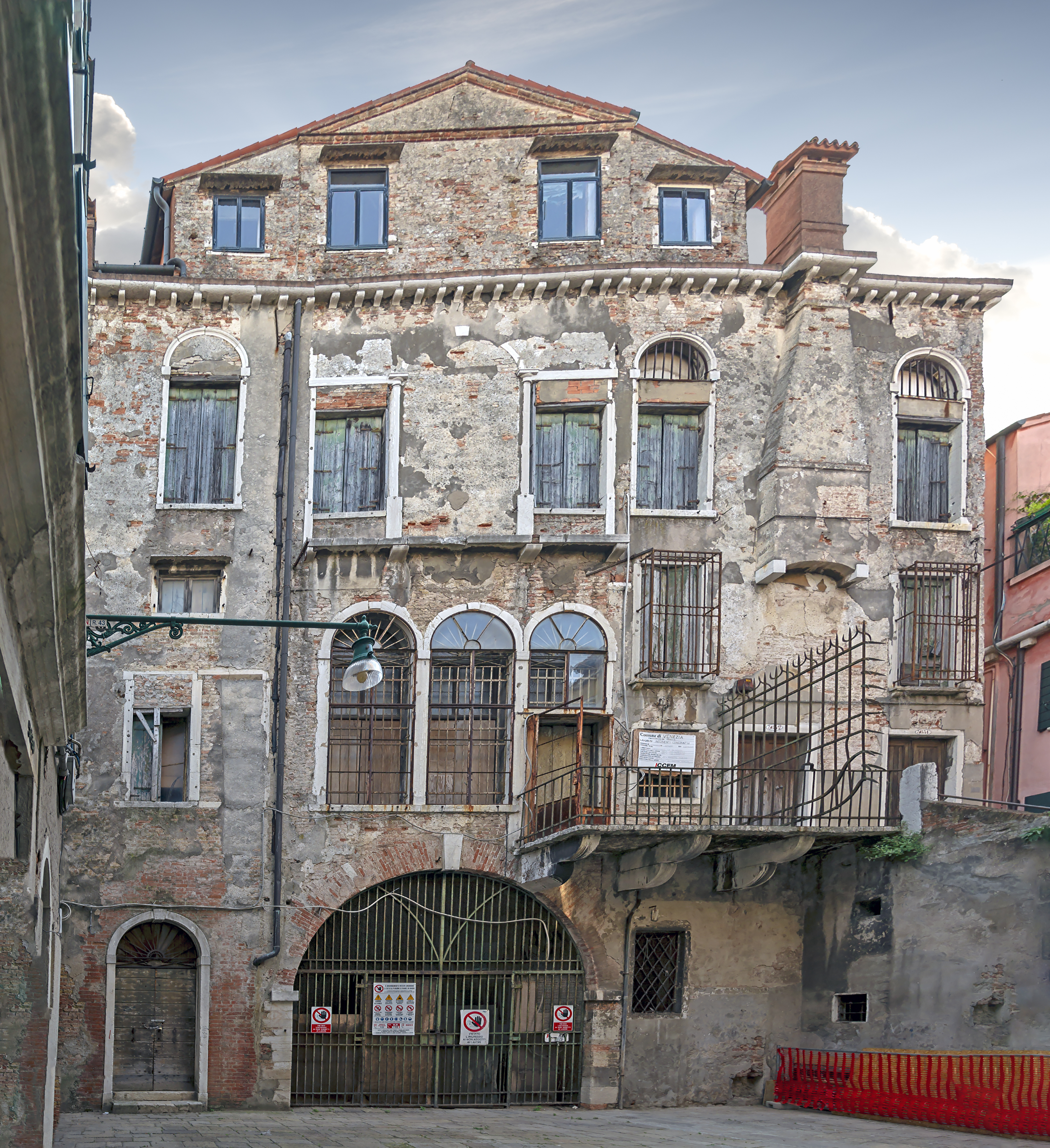
後立面

卡達莫斯托宅邸（Ca' da Mosto）是一座修建於13世紀的宮殿建築，位於義大利北部城市威尼斯，外觀為威尼斯-拜占庭風格。這座建築是大運河沿岸歷史最古老的建築。現在該建築內部閒置。